# Хоган, Дэвид (снукерист)
Дэ́вид Хо́ган (англ. David Hogan, род. 7 мая 1988 года) — ирландский профессиональный игрок в снукер. Стал профессионалом и впервые попал в мэйн-тур в 2009 году благодаря победе на чемпионате Европы того же года (в финале он выиграл у Марио Фернандеса со счётом 7:4). В сезоне 2009/2010 лучшим результатом Хогана стал второй раунд квалификации на чемпионат Великобритании и чемпионат мира. В итоге, заняв 85-е место в рейтинге, он выбыл из мэйн-тура, но уже в сезоне 2011/12 вернулся.
На любительских турнирах высший брейк Хогана — 141 очко.
Дэвид также работает таксистом в Типперэри.